# Gaswarngerät

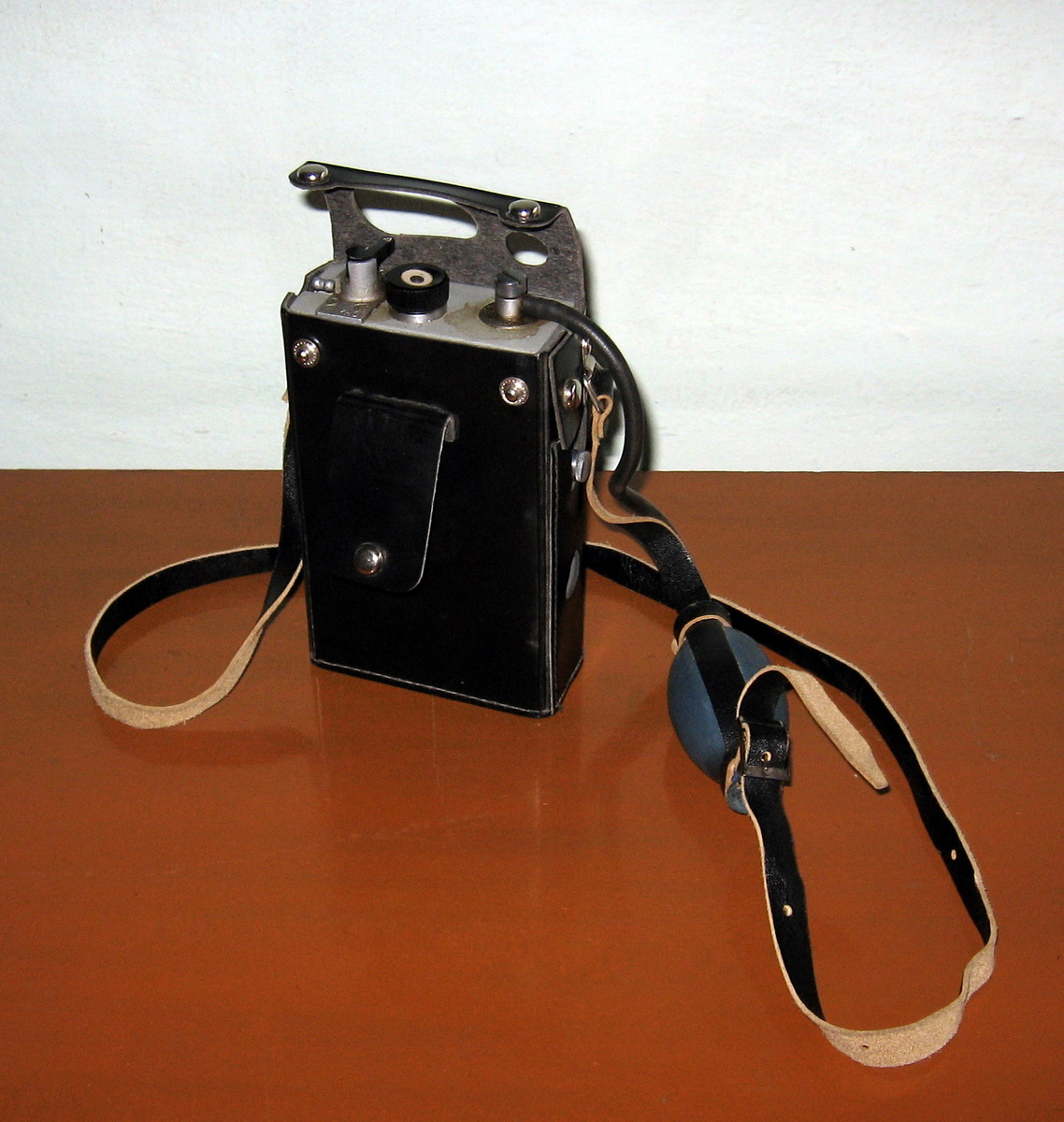
Methanmessgerät

Ein Gaswarngerät dient zur Überwachung der Gaskonzentration in der Luft. Es wird zur Warnung vor giftigen oder explosiven Gasen verwendet und arbeitet je nach Einsatzzweck mit optischen, Infrarot-, elektrochemischen oder katalytischen Gassensoren.

## Geschichte
In vergangenen Zeiten kamen einfachere, wenn auch sehr beschränkte Mittel zum Einsatz. Winzer z. B. benutzten traditionell eine auf den Boden gestellte Kerze, um im Weinkeller gefährlich hohe Konzentrationen des bei der Gärung entstehenden und sich am Boden sammelnden Gases Kohlenstoffdioxid aufzuspüren und Bergleute nahmen Singvögel mit unter die Erde, um einer Kohlenstoffmonoxidvergiftung zu entgehen. Wenn der Vogel nicht mehr sang und leblos im Bauer lag, bestand Todesgefahr.

## Typen
Es gibt stationäre Warngeräte, die an gefährdeten Orten fest installiert sind oder mobile Geräte. Weiterhin wird zwischen Eingas- (Single-Gas-Detector) und Mehrgasgeräten (Multi-Gas-Detector) unterschieden. Eingasgeräte sind speziell für das Aufspüren eines einzelnen Gases konstruiert (z. B. Kohlenmonoxid), Mehrgasgeräte können mehrere verschiedene Gase erkennen (etwa Sauerstoff, Kohlenstoffdioxid, Schwefelwasserstoff und Methan).

## Funktion
Bei Erreichen einer kritischen Menge des Gases in der Luft wird eine Warnung (optisch, akustisch oder Vibration) ausgeben. Bei stationären Geräten kann auch eine automatische Abschaltung der Gaszufuhr erfolgen. 

## Einsatz
Mobile Gaswarngeräte werden hauptsächlich im Bergbau, bei Kanalarbeiten und der Feuerwehr und Rettungsarbeiten eingesetzt. Die erste Messung erfolgt vor dem Einstieg in den Gefahrenbereich; bei der Arbeit wird das Gerät kontinuierlich an der Person geführt.
Bei der Messung des Sauerstoffgehaltes ist die kritische Schwelle erreicht, wenn dieser 17 % unterschreitet. Die kritische Konzentration explosiver Gase wird erreicht, wenn diese 10 % UEG überschreitet. UEG bedeutet dabei „Untere Explosionsgrenze“, 100 % UEG ist die Konzentration, bei der ein Gemisch explosiv wird. Für die gesundheitsschädliche Konzentration giftiger Gase und Dämpfe gelten individuelle Maßstäbe. In Deutschland werden Grenzwerte vom Ausschuss für Gefahrstoffe (AGS) aufgestellt.
Auch bei der Feuerwehr und im Rettungsdienst finden sich Gaswarngeräte die beispielsweise explosive, erstickende oder toxische Gaskonzentrationen detektieren können und so das eingesetzte Personal warnen.